# Josip Šolar
Josip Šolar (* 1903 in Ljubljana; † 1955) war ein jugoslawischer Radrennfahrer und nationaler Meister im Radsport.

## Sportliche Laufbahn
1919 begann er mit dem Radsport, ein Jahr später gewann er das Rennen von Ljubljana nach Velikovec und konnte damit seinen ersten größeren Erfolg feiern. Im folgenden Jahr war er Dritter des Meisterschaftsrennens. 1925 gewann er die nationale Meisterschaft Jugoslawiens im Straßenrennen vor Antun Banek, der in den folgenden drei Jahren die Meisterschaft gewann. Bei den Olympischen Sommerspielen 1928 in Amsterdam startete er im Straßenrennen und wurde als 37. von 75 Startern klassiert. Damit war er bester Jugoslawe. Mit der Mannschaft Jugoslawiens kam er auf den zwölften Rang der Mannschaftswertung. Er startete für den Verein Ilirija Ljubljanana.